# Korčulanska katedrala
Korčulanska katedrala sv. Marka je katedrala u Hrvatskoj.
Gradili su ju domaći majstori od početka 15. do sredine 16. stoljeća. Nalazi se na najistaknutijem mjestu u gradu, na vrhu poluotočića. 
Godine 1557. orgulje orguljara Colombija postavljene su u katedralu. Oslikao ih je Tintorettov učenik. Sami slavni Jacopo Tintoretto oslikao je oltarnu palu u korčulanskoj katedrali sv. Marka, a prikazuje sv. Marka sa sv. Bartolomejem (Bartulom) i sv. Jeronimom (Jerolimom), korčulanskim zaštitnicima. Portal je djelo majstora Bonina iz Milana. 
Nove orgulje u sagradio je 1787. godine don Vinko Klišević.
U suvremeno doba katedrala je uređena brončanim kipom Isusa Krista, djelo hrvatskog kipara Frane Kršinića. Kip se nalazi u krstionici.
U katedrali se čuva ikona Gospe od Otoka iz kasnog 14. stoljeća. Na glasu je od 1571. kad joj je pripisan spas Korčule od napada osmanske mornarice.